# Collège Mont-Saint-Louis
 (septembre 2024).
 (septembre 2024).
Si vous disposez d'ouvrages ou d'articles de référence ou si vous connaissez des sites web de qualité traitant du thème abordé ici, merci de compléter l'article en donnant les références utiles à sa vérifiabilité et en les liant à la section « Notes et références ».
Le Collège Mont-Saint-Louis est un collège d'enseignement secondaire privé établi à Montréal dans le quartier Ahunstic. Fondé en 1888 par les Frères des écoles chrétiennes, il est dirigé, depuis 1969, par une association coopérative de parents.

## Histoire

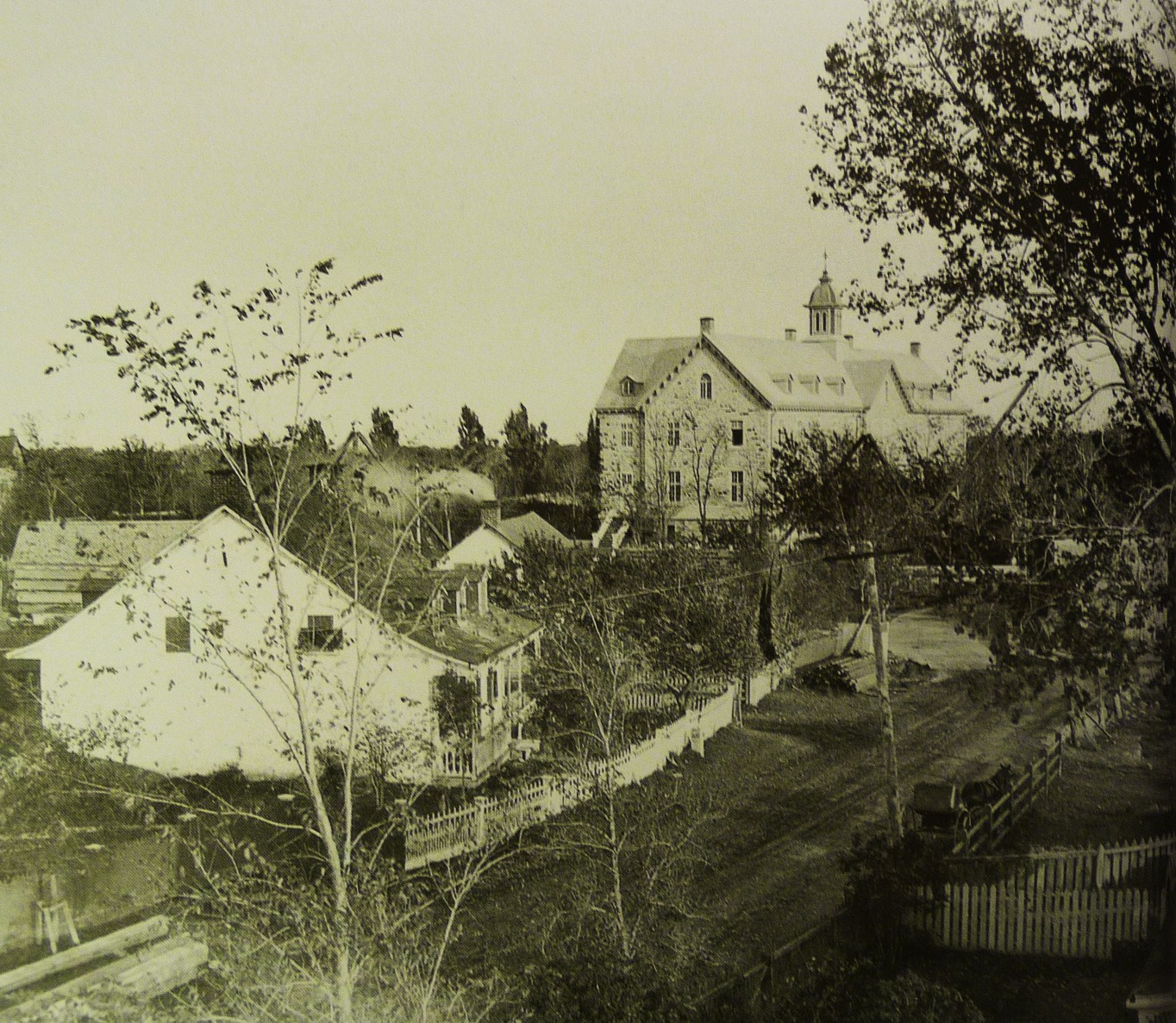
La maison Saint-Joseph vers 1895

De 1888 à 1969, le Collège est dirigé par les Frères des écoles chrétiennes. Il est alors situé au 230, rue Sherbrooke Est dans un bâtiment d'inspiration Second Empire, construit de 1887 à 1888 et conçu par l'architecte Jean-Zéphirin Resther (1856-1910).
En 1969, le Collège déménage au 1700, boul. Henri-Bourassa Est dans le quartier Ahuntsic. L'un des bâtiments qui composent le campus actuel est la Maison Saint-Joseph-du-Sault-au-Récollet. Construite en 1852, le bâtiment est classée monument historique depuis 1979.
Le blason du Collège Mont-Saint-Louis est constitué d'une étoile dorée, d'une harpe d'Irlande, d'un mont de sable avec ruisseau ainsi que d'un d'un castor, le tout surmonté d'une fleur de lys. Le blason est ceint de la devise du collège : « Virtute scientia ».

## Kodiaks
Programme sportif compétitif du Collège, les Kodiaks comptent actuellement une vingtaine d'équipe. 

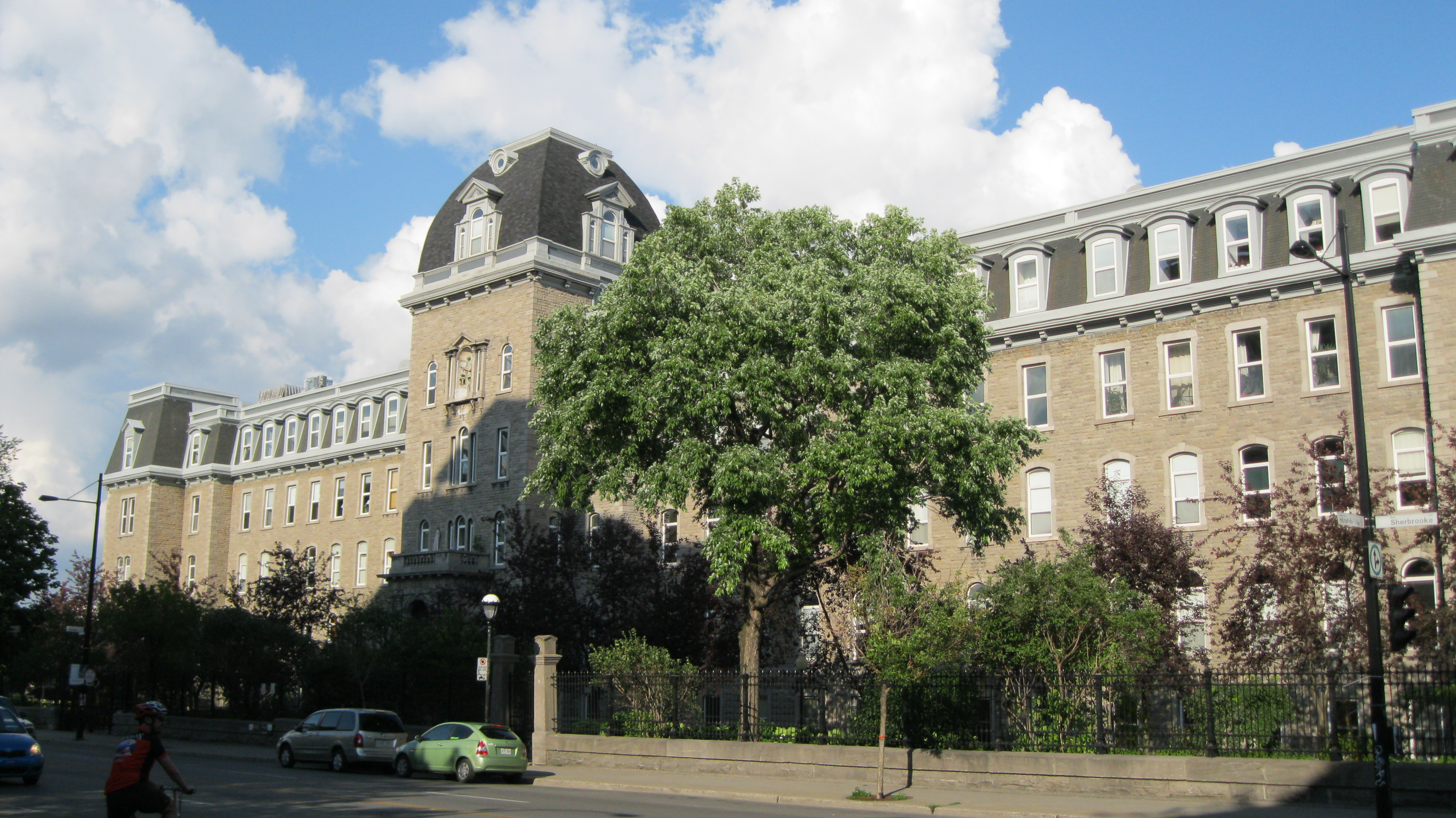
Ancien collège du Mont-Saint-Louis
230, rue Sherbrooke Est

## Gala des Nelligan
Instaurée en 1988, à l’occasion du centenaire du Collège, la Soirée des Nelligan vient souligner d’une façon toute spéciale les efforts de ceux et de celles qui se sont illustrés par leur implication soutenue et par leurs réalisations, tant sur le plan scolaire que dans les activités parascolaires.

### Volet scolaire
Chaque année, lors du volet scolaire de l’événement, le Collège décerne à ses élèves les plus méritants des trophées Nelligan pour l’excellence, pour l’effort et pour la persévérance.

#### Élève MSL
Le titre d'« Élève MSL » est décerné à l’élève de la 5e secondaire qui, tout au long des cinq années passées au Collège, s’est démarqué par sa participation et son implication dans la classe, ses efforts constants et son rendement scolaire soutenu ainsi que ses relations positives avec les élèves et les adultes de l’institution.

### Volet vie étudiante
Lors du volet vie étudiante, le Collège souligne la participation et l’engagement dans les activités sportives, culturelles et sociales. Les trophées Nelligan, décernés aux personnalités culturelles et sportives, mettent à l’honneur tant les élèves du 1er cycle que ceux du 2e cycle pour leur remarquable sens de l’engagement et du leadership dans les activités étudiantes auxquelles ils ont participé tout au long de l’année.

## Journaux étudiant
Le journal étudiant du Collège Mont-Saint-Louis a pendant de nombreuses années été le Mon Œil. Ce journal très réputé a remporté 8 Mérites du français dans la catégorie Journal d'école secondaire au Québec. En 2010, un tout nouveau journal, Mon Impression, a vu le jour. Sa première parution eut lieu le 15 décembre. En 2022, le journal Mon Impression a été remplacé par Le Déclic qui constitue actuellement le journal étudiant actif au collège.

## Services
Le Collège Mont-Saint-Louis offre plusieurs services pour les élèves le fréquentant tels que du tutorat pour les élèves en difficultés par d'autres élèves de la même année ou encore par des élèves plus âgés ayant compris la matière et pouvant la transmettre. Le collège offre aussi plusieurs autres activités parascolaires de nature sportive, culturelle et scientifique.

## Association des anciens du Mont-Saint-Louis
Fondée en 1919, l'Association des anciens du Mont-Saint-Louis (AAMSL) entend prolonger les liens d'amitié créés durant les études, d'accroître la solidarité entre ses membres, de favoriser l'entraide mutuelle ainsi que la réussite des élèves et d'entretenir le sentiment d'appartenance au Collège. La devise de l'association est « Semper fidelis ».

## Association générale des élèves du Mont-Saint-Louis
Fondée en 2013, l’Association générale des élèves du Mont-Saint-Louis (AGEMSL) constitue l'organe officiel représentant les élèves. L’association est appelée à donner son avis sur différents sujets qui les concernent. Elle représente aussi un lien privilégié entre les élèves et les adultes du Collège. Accompagnés d’enseignants et de professionnels, les élus ont l’occasion d’exercer leur leadership et de représenter de façon démocratique l’ensemble des élèves du Collège.

## Association des parents du Mont-Saint-Louis
L’association des parents du Mont-Saint-Louis (APMSL) permet aux parents d'élèves de s'investir au Collège. Se réunissant une fois par mois, ses membres jouent un rôle consultatif auprès de la direction et du conseil d’administration. Ils collaborent également à la réalisation des activités organisées par les élèves.

## Élèves illustres
- Émile Nelligan, au MSL de 1890 à 1893
- Ernest Cormier, promotion 1902
- Jean-Paul Lemieux, au MSL de 1917 à 1918
- Jean-Paul Riopelle, au MSL de 1939 à 1941
- Serge Bouchard, promotion 1967
- Gilles Duceppe, promotion 1968
- Yannick Nézet-Séguin, promotion 1992

## Ouvrages liés
- Yvan Bordeleau et Danièle Bélanger, Collège Mont-Saint-Louis 1888-2013, 2013.